# Велья-Лавелья
Велья-Лавелья (ісп. Vella Lavella) — вулканічний острів в групі островів Нова Джорджія в архіпелазі Соломонові острови. Адміністративно входить до складу Західної провінції меланезійської держави Соломонові Острови. Корінна назва острову — Мбілуа.

## Географія

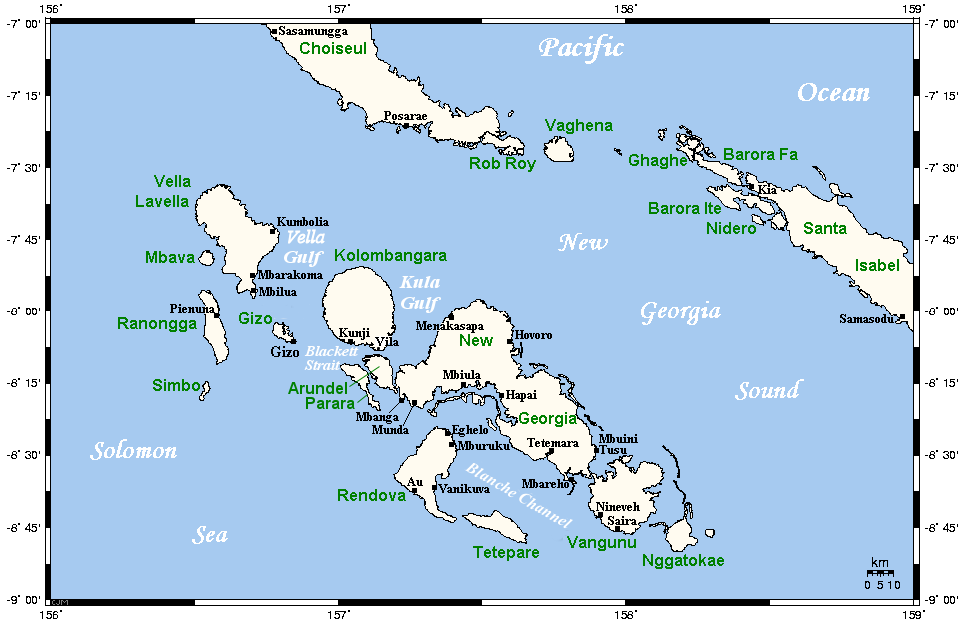
Карта островів Нова Джорджія

Острів Велья-Лавелья розташований в південній частині Тихого океану в острівній групі Нова Джорджія архіпелагу Соломонові острови. На північ від острова розташований острів Шуазель, на північний захід — острів Шортленд, на південний схід — острів Нова Джорджія.
Велья-Лавелья є вулканічним островом, оточеним в деяких місцях кораловим рифом. На території острова розташовані 6 вулканічних конусів і одне термальне джерело. Найвища точка Велья-Лавельї, гора Тамбісала, досягає 808 м.
Клімат на острові вологий, тропічний.

## Історія
15 березня 1893 року над островом був встановлений протекторат Британської імперії і до 1971 року був частиною Британських Західнотихоокеанських територій.
Після поразки японських військ у роки Другої Світової війни на острові Нова Джорджія і в битві в затоці Велья японці евакуювали свої гарнізони в центральній частині Соломонових островів. В містечку Хораніу, в північній частині Велья-Лавелья, 19 серпня 1943 року вони розвернули базу для евакуйованих барж і гарнізону з острову Коломбангара, але вже 14 вересня сили Союзників захопили її. На острові залишались 600 японських солдатів і робочих, які зосередилися в північно-західній частині Велья-Лавелья, очікували евакуації, яка відбулася 7 жовтня 1943 року після бою біля острову.
З 1978 року острів Велья-Лавелья є частиною держави Соломонові острови.

## Населення
У 1999 році кількість населення Велья-Лавелья складала 9 160 осіб.
Населення острову розмовляє на меланезійській мові «білуа» (8 740 носіїв в 1999 році).

## Економіка
Головне заняття місцевих жителів — сільське господарство.